# Droits LGBT en Abkhazie
Les personnes LGBT en Abkhazie sont confrontées à des difficultés juridiques que les résidents non LGBT ne rencontrent pas.

## Loi concernant l'activité sexuelle entre personnes de même sexe
En 1933, l'article 121 a été ajouté au Code pénal, pour l'ensemble de l'Union soviétique, qui interdisait expressément l'homosexualité masculine, passible de cinq ans de travaux forcés. Elle n'est plus en vigueur dans la République socialiste soviétique autonome d'Abkhazie.

## Voir également
- Droits de l'homme en Abkhazie
- Droits LGBT en Géorgie